# Liste der Biografien/Dus
Liste der Biografien |
Portal Biografien |
Personensuche
# |
A |
B |
C |
D |
E |
F |
G |
H |
I |
J |
K |
L |
M |
N |
O |
P |
Q |
R |
S |
T |
U |
V |
W |
X |
Y |
Z |
?
 
Da |
Db |
Dc |
Dd |
De |
Dg |
Dh |
Di |
Dj |
Dk |
Dl |
Dm |
Dn |
Do |
Dq |
Dr |
Ds |
Du |
Dv |
Dw |
Dy |
Dz
 
Dua |
Dub |
Duc |
Dud |
Due |
Duf |
Dug |
Duh |
Dui |
Duj |
Duk |
Dul |
Dum |
Dun |
Duo |
Dup |
Duq |
Dur |
Dus |
Dut |
Duu |
Duv |
Duw |
Dux |
Duy |
Duz
Die Liste der Biografien führt alle Personen auf, die in der deutschsprachigen Wikipedia einen Artikel haben. Dieses ist eine Teilliste mit 218 Einträgen von Personen, deren Namen mit den Buchstaben „Dus“ beginnt.

## Dus
- Duś, Marian (1938–2021), polnischer römisch-katholischer Geistlicher, Weihbischof in Warschau
- Dus, Ramón Alfredo (* 1956), argentinischer Geistlicher, Erzbischof von Resistencia
- Dus-Chotimirski, Fjodor (1879–1965), ukrainisch-sowjetischer Schachspieler

### Dusa
- Dușa, Cosmina (* 1990), rumänische Fußballspielerin
- Dusabejambo, Marie-Clémentine (* 1987), ruandische Regisseurin und Drehbuchautorin
- Dusang, Sandrine (* 1984), französische Fußballspielerin
- Dusanova, Nadiya (* 1987), usbekische Hochspringerin
- Dusapin, Elisa Shua (* 1992), Schweizer Schriftstellerin
- Dusapin, Pascal (* 1955), französischer KomponistPascal Dusapin (* 1955)

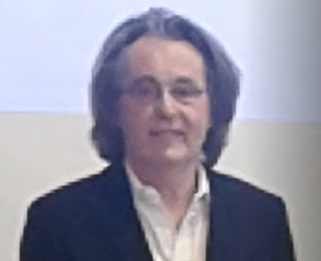
Pascal Dusapin (* 1955)

- Dusari, Abdullah ad- (* 1977), saudi-arabischer Fußballspieler
- Dusart, Cornelis (1660–1704), niederländischer Maler und Radierer
- Dusart, Émile (1896–1918), französischer Fußballspieler
- Dusart, François († 1661), flämischer Bildhauer
- Dušauskienė-Duž, Rimantė (* 1935), litauische Biologin
- Dusautoir Bertrand, Sophie (* 1972), andorranische Skibergsteigerin
- Dusautoir, Thierry (* 1981), französischer Rugbyspieler
- Dusay, Marj (1936–2020), US-amerikanische SchauspielerinMarj Dusay (1936–2020)

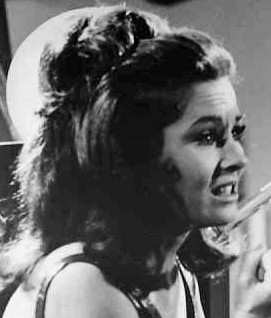
Marj Dusay (1936–2020)

### Dusb
- Dusbaba, Johnny (* 1956), niederländischer Fußballspieler

### Dusc
- Dusch, Albert (1912–2002), deutscher Fußballschiedsrichter
- Dusch, Alexander von (1789–1876), badischer Jurist und Diplomat
- Dusch, Alexander von (1851–1923), deutscher Politiker und badischer Staatsminister (1905–1917)
- Dusch, Anton Carl (1760–1829), deutscher Landschaftsmaler
- Dusch, Christian (* 1978), deutscher Politiker (CDU)
- Dusch, Gottfried von (1821–1891), badischer Jurist und Politiker
- Dusch, Hans Georg (* 1936), deutscher Präsident des Bundesamtes für die Anerkennung ausländischer Flüchtlinge in Nürnberg
- Dusch, Johann Jakob (1725–1787), deutscher Schriftsteller
- Dusch, Theodor von (1824–1890), deutscher Mediziner
- Dusch, Wilhelm (1871–1927), deutscher Heimatdichter
- Dusch-Duscheuski, Klaudsij (1891–1959), belarussischer Architekt, Journalist und Politiker
- Duscha, Ina (* 1935), österreichische Schauspielerin
- Duschak, Moritz (1815–1890), österreichischer Rabbiner, Religionslehrer, Autor
- Duschanek, Herbert, österreichischer Tischtennisspieler
- Duschat, Klaus (* 1955), deutscher Bildhauer
- Dusche, Wilhelm (1863–1947), deutscher Politiker (DNVP), MdR
- Duschek, Adalbert (1895–1957), österreichischer Mathematiker und Politiker (SPÖ), Mitglied des Bundesrates
- Duschek, Anton (1925–1985), österreichischer Schauspieler
- Duschek, Franz (1797–1873), ungarischer Finanzminister während der Revolution 1848/49
- Duschek, Franz (1830–1884), tschechisch-rumänischer Fotograf
- Duschek, Franz Xaver († 1799), tschechischer Komponist, Cembalist, Pianist
- Duschek, Harald (* 1956), deutscher Skispringer
- Duschek, Josepha (1754–1824), Opernsängerin (Sopran)
- Duschek, Karl (1947–2011), deutscher Grafiker, Grafikdesigner und Verleger
- Duschek, Kim Amy (* 2007), deutsche Skispringerin
- Duschek, Richard (1884–1959), deutscher Maler und Illustrator
- Duschek, Stephan, deutscher Wirtschaftswissenschaftler
- Duschène, Alain (* 1960), luxemburgischer General
- Duscher, Aldo (* 1979), argentinischer Fußballspieler
- Duscher, Dominik (* 1987), österreichischer Plastischer ChirurgDominik Duscher (* 1987)

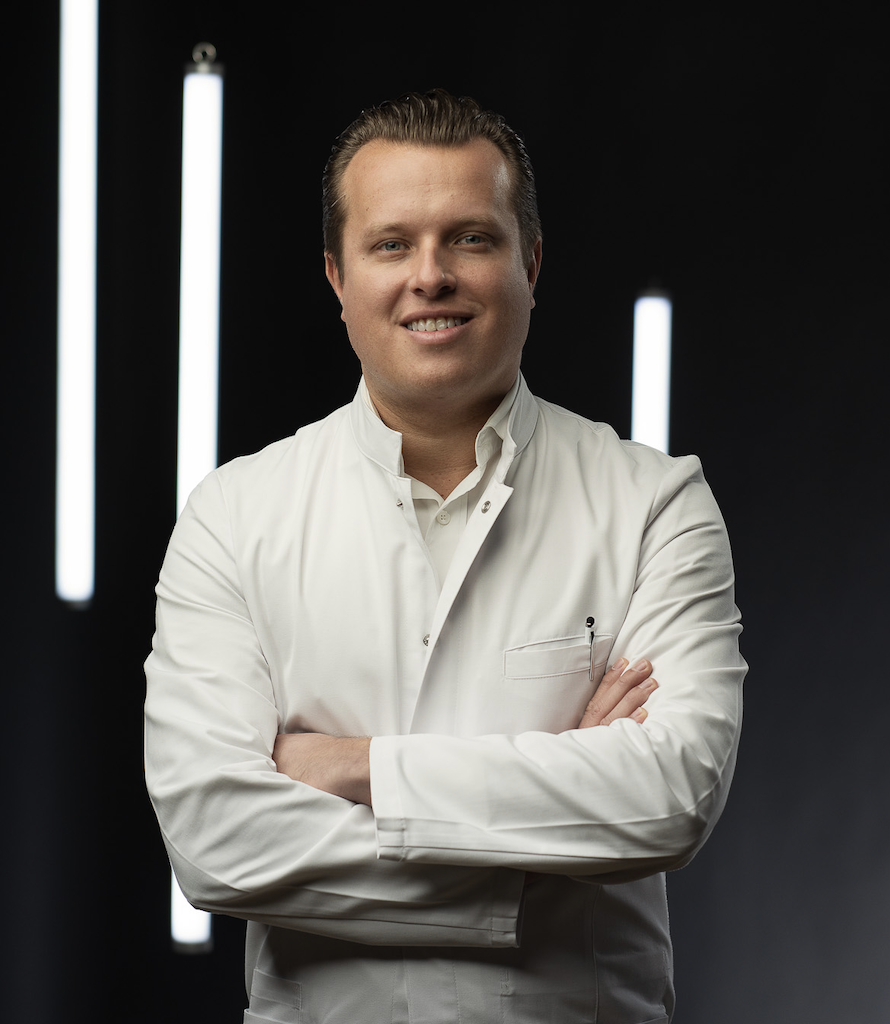
Dominik Duscher (* 1987)

- Duscher, Hannes (* 1966), österreichischer Entertainer, Moderator, Musiker und Schauspieler
- Duscher, Matthias (1891–1967), österreichischer Bauer und Politiker (CSP, VF, ÖVP), Landtagsabgeordneter, Abgeordneter zum Nationalrat
- Duschesne, Francis (1736–1794), französischer Priester, Seliger der römisch-katholischen Kirche
- Duschetschkina, Jelena Wladimirowna (1941–2020), sowjetische bzw. russische Kulturologin und Hochschullehrerin
- Duschew, Andrian (* 1970), bulgarischer Kanute
- Duschewina, Wera Jewgenjewna (* 1986), russische Tennisspielerin
- Duschinger, Franz (1739–1789), österreichischer Baumeister
- Duschinger, Oskar (* 1959), oberpfälzer Pädagoge, Autor, Biograf und Heimatforscher
- Duschinsky, Richard (1897–1990), österreichischer Bühnenautor
- Duschka, Reinhold (1900–1993), österreichischer Kunstschmied
- Duschkin, Alexei Nikolajewitsch (1904–1977), sowjetischer Architekt
- Duschkina, Natalja Olegowna (* 1954), russische Architektin, Architekturhistorikerin und Hochschullehrerin
- Duschl, Horst (1938–2020), deutscher Radrennfahrer
- Duschl, Mathias (1916–1991), deutscher Politiker (SPD), MdL
- Duschlbauer, Thomas (* 1968), österreichischer Publizist
- Duschner, Helmut (* 1950), deutscher Brigadegeneral der Bundeswehr
- Duschner, Volker (1945–2022), deutscher Fechtsportler und Lehrer
- Duschnikow, Stanislaw Michailowitsch (* 1973), russischer Schauspieler
- Duschön, Ernst (1904–1981), deutscher Politiker (NSDAP), MdR
- Duscio, Stefan, australischer Kameramann

### Duse
- Düse, deutscher Techno-DJ
- Duse, Carlo (1898–1956), italienischer Schauspieler, Drehbuchautor und Filmregisseur
- Duse, Eleonora (1858–1924), italienische SchauspielerinEleonora Duse (1858–1924)

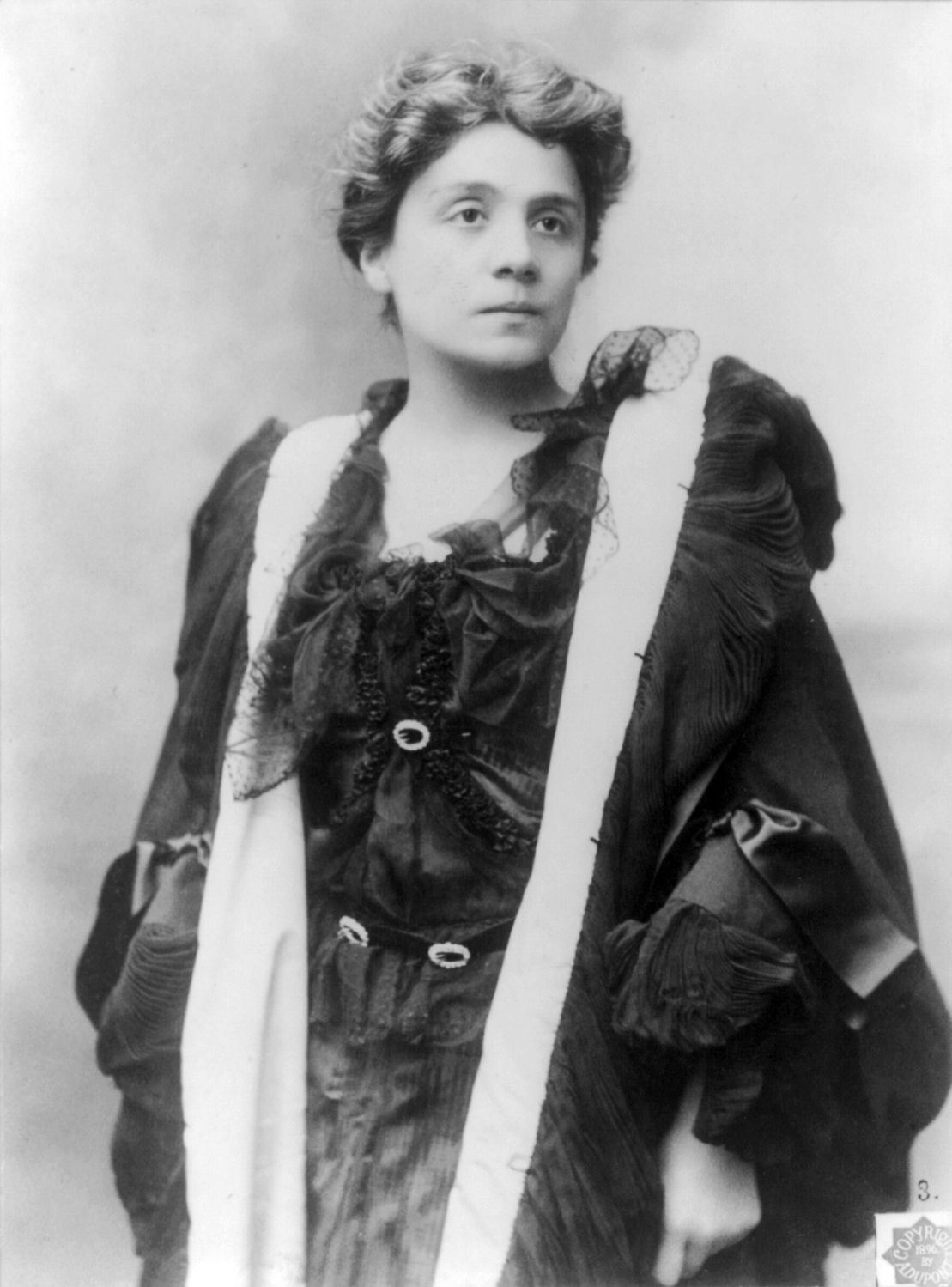
Eleonora Duse (1858–1924)

- Duse, Ugo (1926–1997), italienischer Musikwissenschaftler
- Duse, Vittorio (1916–2005), italienischer Schauspieler und Filmregisseur
- Düse, Wolly (* 1961), deutscher Rockmusiker und Komponist
- Dusek, Jakob (* 1996), österreichischer Snowboarder
- Dusek, Michael (1958–2023), deutscher Fußballspieler
- Dušek, Mikuláš (1913–1994), slowakischer Prähistoriker
- Dusek, Peter (1945–2024), österreichischer Historiker, Archivar und Opernexperte
- Dušek, Robert (* 1967), tschechischer Politiker (Česká strana sociálně demokratická), MdEP
- Dušek, Sigrid (1937–2009), deutsche Prähistorikerin
- Dušek, Václav (* 1944), tschechischer Prosaist und Szenarist
- Düsel, Friedrich (1869–1945), deutscher Schriftsteller
- Dusel, Jürgen (* 1965), deutscher Verwaltungsjurist und Behindertenbeauftragter
- Düselder, Heike (* 1965), deutsche Historikerin und Museumsdirektorin
- Dusemer, Heinrich († 1353), Hochmeister des Deutschen Ordens (1345–1351)
- Dusen, Frankie (1880–1940), US-amerikanischer (Ventil-)Posaunist und Bandleader des New Orleans Jazz
- Dusenberry, Ann (* 1953), US-amerikanische Schauspielerin
- Dusend, Hermann-Josef (1926–2009), deutscher Politiker (CDU)
- Dusend, Ralf (* 1959), deutscher Fußballspieler
- Dusenschön, Willi (1909–1977), deutscher Kriegsverbrecher

### Dush
- Dushi, Ledia (* 1978), albanische Schriftstellerin und Journalistin
- Dushime, Anna (* 1988), Journalistin und PodcasterinAnna Dushime (* 1988)

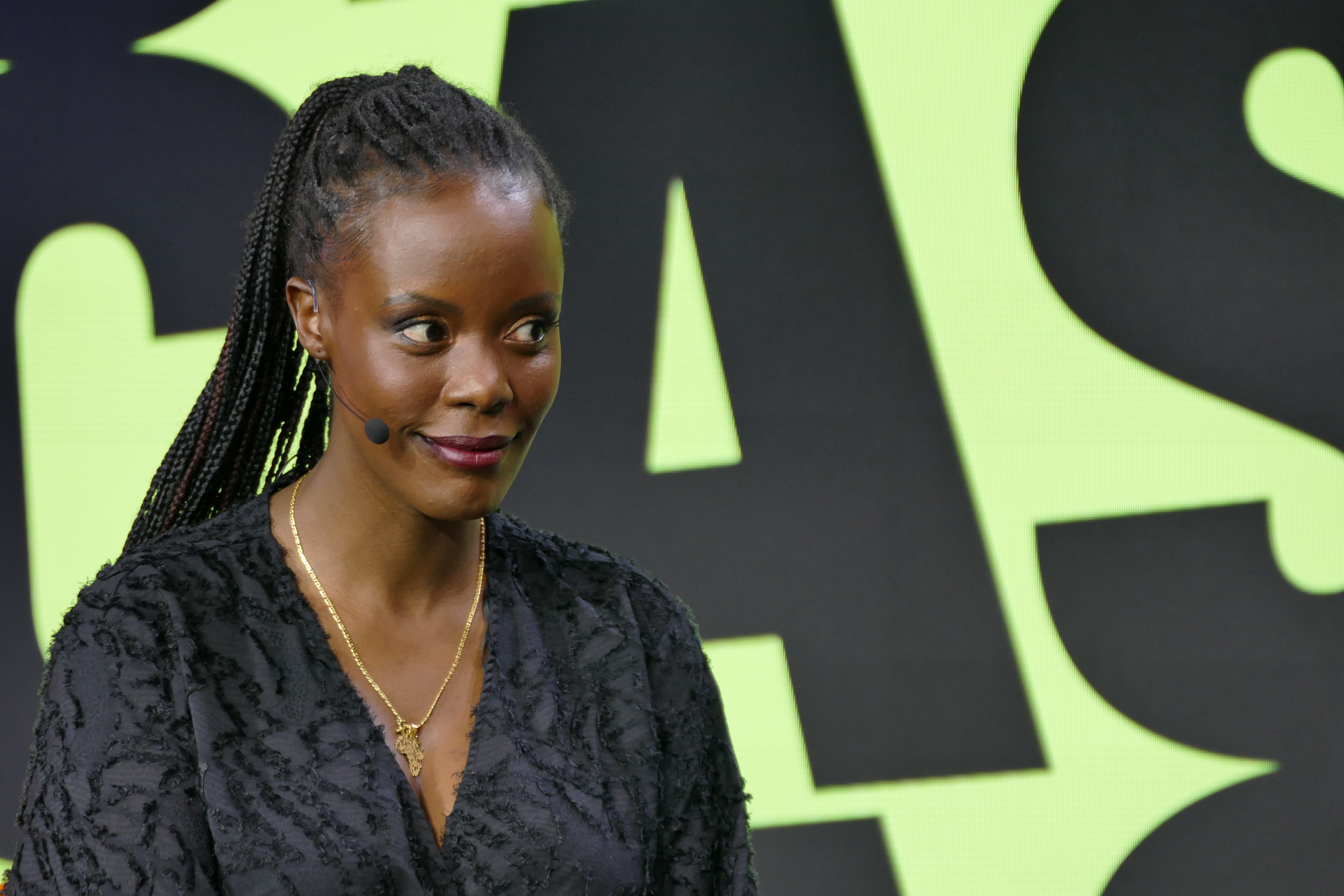
Anna Dushime (* 1988)

- Dushimimana, Lambert (* 1971), ruandischer Politiker
- Dushina, Eugenia (* 1986), russische Opernsängerin (Dramatische Sopran)
- Dushkin, Samuel (1891–1976), US-amerikanischer Geiger polnisch-russischer Herkunft
- Dushku, Eliza (* 1980), US-amerikanische SchauspielerinEliza Dushku (* 1980)

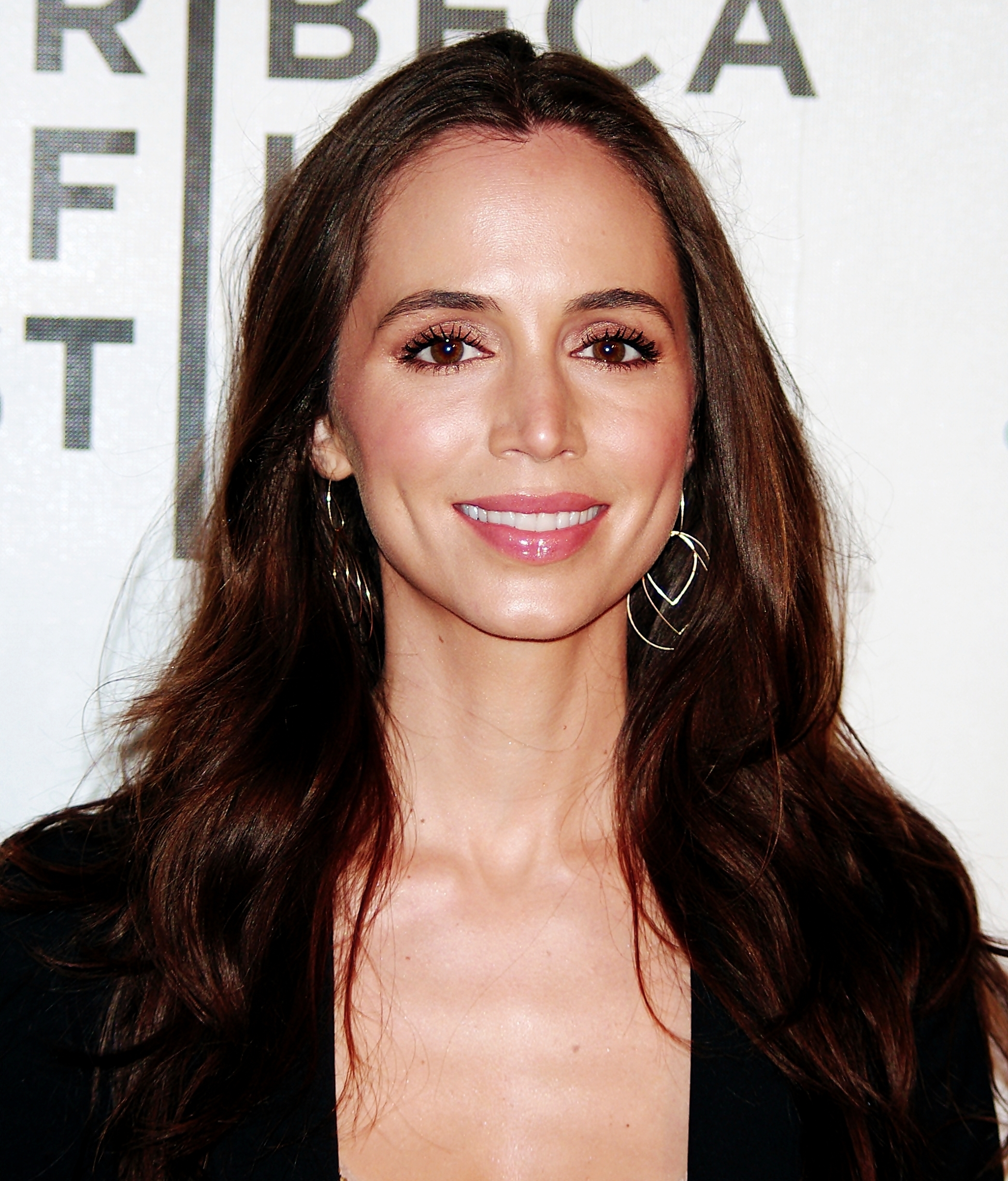
Eliza Dushku (* 1980)

- Dushman, David (1923–2021), russischer Fechttrainer, Weltkriegsveteran und Zeitzeuge
- DuShon, Jean (1935–2019), US-amerikanische Jazz- und R&B-Sängerin

### Dusi
- Dusić, Marino, kroatischer Astronom
- Dusigu, Geliebte von König Irkab-Damu, Mutter des Königs Isar-Damu
- Dusík, František Josef (* 1765), böhmischer Komponist
- Dusík, Gejza (1907–1988), slowakischer Komponist
- Dusika, Franz (1908–1984), österreichischer Radrennfahrer
- Dusil, Stephan (* 1975), deutscher Rechtswissenschaftler und Hochschullehrer
- Dusin Gitom, Julius (* 1957), malaysischer Geistlicher, Bischof von Sandakan
- Dusina, Pietro († 1581), italienischer römisch-katholischer Geistlicher, Apostolischer Visitator und Inquisitor in Malta
- Dusinberre, Elspeth R. M. (* 1968), amerikanische Archäologin
- Dusinberre, Martin (* 1976), britischer Historiker und Hochschullehrer
- Düsing, Edith (* 1951), deutsche Philosophin
- Düsing, Gustav (* 1984), deutscher Architekt und Installationskünstler
- Düsing, Klaus (1940–2023), deutscher Philosoph, Vertreter der Lebenskunstphilosophie
- Düsing, Michael (1947–2020), deutscher Heimatforscher und Autor
- Düsing, Michael (* 1955), deutscher Sprinter
- Dusing, Nate (* 1978), US-amerikanischer Schwimmer
- Düsing, Wolfgang (* 1938), deutscher Germanist
- Dusini, Matthias (* 1967), österreichischer Journalist
- Dusio, Luigi (1920–1970), italienischer römisch-katholischer Ordensgeistlicher, Bischof von Ihosy
- Dusio, Piero (1899–1975), italienischer Fußballspieler, -funktionär, Automobilrennfahrer und Geschäftsmann
- Dusiska, Emil (1914–2002), deutscher Journalist, Hochschullehrer und Politiker (SED) in der DDR
- Dusit Chalermsan (* 1970), thailändischer Fußballspieler und -trainer

### Dusk
- Duska, Katerine (* 1989), kanadisch-griechische Sängerin
- Duske, Laura (* 1986), deutsche Fußballschiedsrichterin
- Duskes, Alfred (1882–1942), deutscher Kinematographen-Fabrikant und Filmproduzent des Stummfilmzeitalters
- Duskin, Big Joe (1921–2007), US-amerikanischer Musiker
- Dušková, Marie (1903–1968), tschechische Dichterin
- Düskow, Willy (1879–1962), deutscher Ruderer

### Dusl
- Dusl, Andrea Maria (* 1961), österreichische FilmregisseurinAndrea Maria Dusl (* 1961)

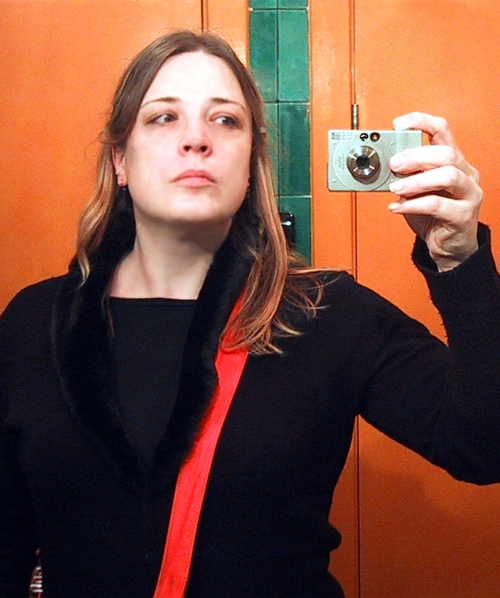
Andrea Maria Dusl (* 1961)

### Dusm
- Dusmet, Giuseppe Benedetto (1818–1894), italienischer Kardinal

### Duso
- Duso, Tomaso (* 1971), italienisch-deutscher Ökonom
- Dusolier, Alcide (1836–1918), französischer Journalist, Politiker und Schriftsteller
- Duson, Emile (1904–1942), niederländischer Hockeyspieler
- Dusong, Monika (* 1945), Schweizer Politikerin (SP)
- Dusorc, Joseph, französischer Sideshow-Darsteller

### Dusp
- Duspara, Domagoj (* 1987), kroatischer Fußballspieler

### Duss
- Duss, Benedict (1910–2005), US-amerikanische Benediktinerin
- Duss, Friedrich (1895–1972), deutscher Unternehmer und Gründer der Friedrich Duss Maschinenfabrik
- Duss, Michael (* 1977), Schweizer Filmkomponist
- Duss, Roland (1901–1977), Schweizer Bildhauer
- Duss-von Werdt, Josef (1932–2019), Schweizer Familientherapeut und Mediator
- Dussain, Geenesh, mauritischer Badmintonspieler
- Dussán, Alicia (1920–2023), kolumbianische Anthropologin
- Dussard, Hippolyte (1798–1876), französischer Wirtschaftswissenschaftler
- Dussart, Kid (1921–2002), belgischer Boxer
- Dussaud, René (1868–1958), französischer Altorientalist
- Dussault, Dominique, französische Chansonsängerin
- Dussault, Jean-Claude (1930–2012), kanadischer Autor und Journalist
- Dussault, Joseph-Daniel (1864–1921), kanadischer Organist und Musikpädagoge
- Dussault, Marcel (1926–2014), französischer Radrennfahrer
- Dussault, Michel (* 1943), kanadischer Pianist, Komponist und Musikpädagoge
- Dussault, Rebecca (* 1980), US-amerikanische Skilangläuferin
- Dussausaye, Gaëtan (* 1994), französischer Politiker
- Dussaut, Robert (1896–1969), französischer Komponist und Musiktheoretiker
- Dussaut, Thérèse (* 1939), französische Pianistin und Musikpädagogin
- Dusse, Karsten (* 1973), deutscher Rechtsanwalt
- Dusseau, Jeanne (1893–1979), kanadische Opernsängerin (Sopran) und Gesangspädagogin
- Dusseaulx, Roger (1913–1988), französischer Politiker, Mitglied der Nationalversammlung
- Dussek, Eduard Adrian (1871–1930), österreichischer Maler
- Dussek, Johann Ladislaus (1760–1812), böhmischer Pianist und KomponistJohann Ladislaus Dussek (1760–1812)

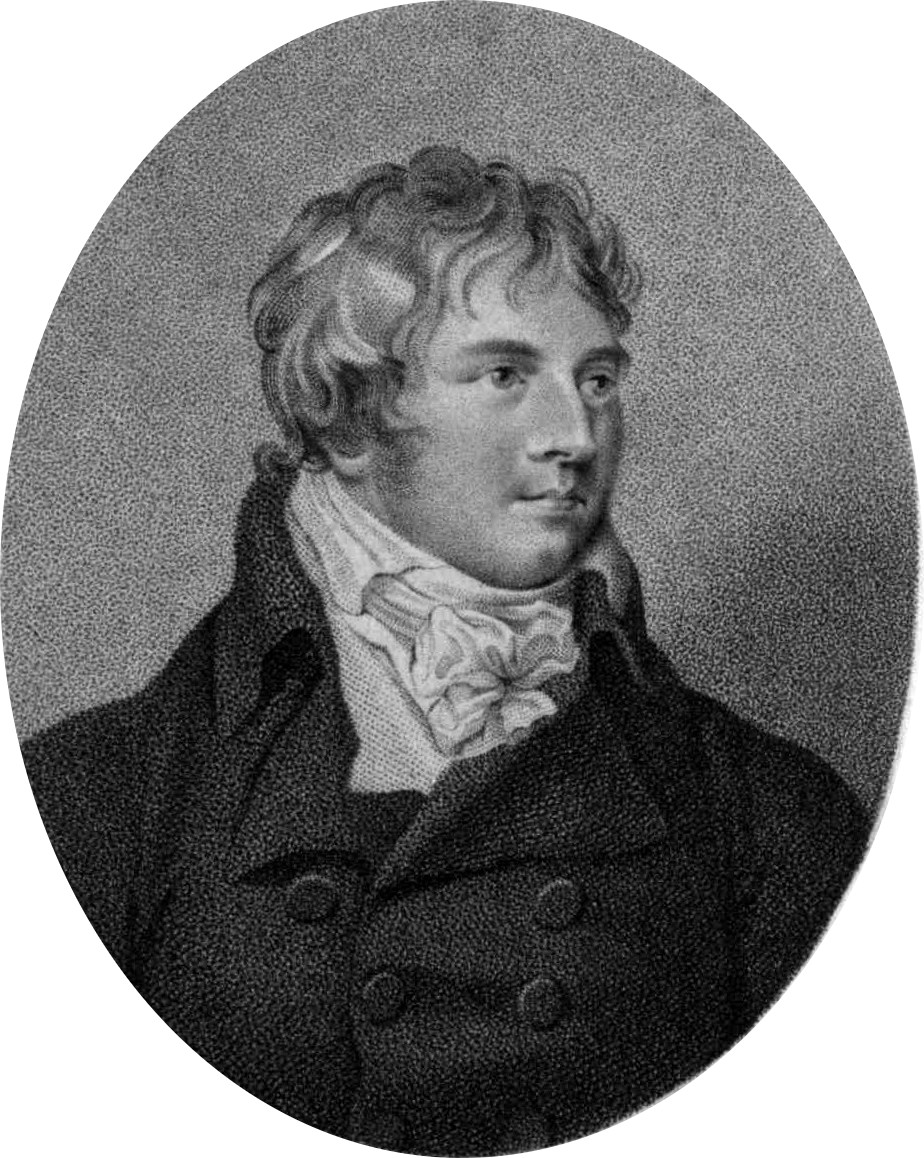
Johann Ladislaus Dussek (1760–1812)

- Dussek, Olivia († 1847), englische Pianistin, Harfenistin und Komponistin
- Düssel, Carl (1882–1946), deutscher Schriftsteller
- Dussel, Enrique (1934–2023), argentinischer Philosoph, Historiker und Theologe
- Düssel, Eugen (1879–1957), deutscher Porträt- und Genremaler
- Düssel, Georg (1849–1907), deutscher Architekt
- Düssel, Karl Konrad (1872–1940), deutscher Journalist
- Dussel, Konrad (* 1957), deutscher Medienhistoriker
- Düsseldorf, Salomon (1665–1745), deutscher Hofjuwelier jüdischer Herkunft
- Dusseldorp, Cornelis (1908–1990), niederländischer Ruderer
- Dusseldorp, Frans van (1567–1630), deutscher römisch-katholischer Geistlicher, Theologe und Jurist
- Dusseldorp, Stef (* 1989), niederländischer Automobilrennfahrer
- Düssen, Adrian van der († 1653), holländischer Edelmann
- Dussen, Rassie van der (* 1989), südafrikanischer Cricketspieler
- Dussenne, Noë (* 1992), belgischer Fußballspieler
- Dusser, Marine (* 1988), französische Biathletin
- Dussère, Maxence, französischer Filmkomponist und Tonmeister
- Dusserre, Prosper Auguste (1833–1897), französischer Geistlicher, römisch-katholischer Erzbischof von Algier
- Dusserre, Thierry (* 1967), französischer Biathlet und Trainer
- Dussey, Christian (* 1966), Schweizer Diplomat und seit April 2022 Direktor des Nachrichtendienstes des Bundes (NDB)
- Dussey, Robert (* 1972), togoischer Philosoph und Politiker
- Dussier, Gilbert (1949–1979), luxemburgischer Fußballspieler
- Dussik, Karl (1908–1968), österreichischer Neurologe und Psychiater, Pionier der Ultraschalldiagnostik
- Dussler, Hildebrand (1893–1979), deutscher Heimatforscher
- Dussler, Luitpold (1895–1976), deutscher Kunsthistoriker
- Düßmann, Friedrich (1907–1974), deutscher Politiker (SPD), MdBB, Arbeitsdirektor
- Dussmann, Peter (1938–2013), deutscher Unternehmer
- Dussmann, Silvana (* 1957), österreichische Opernsängerin (Sopran)
- Dussollier, André (* 1946), französischer SchauspielerAndré Dussollier (* 1946)

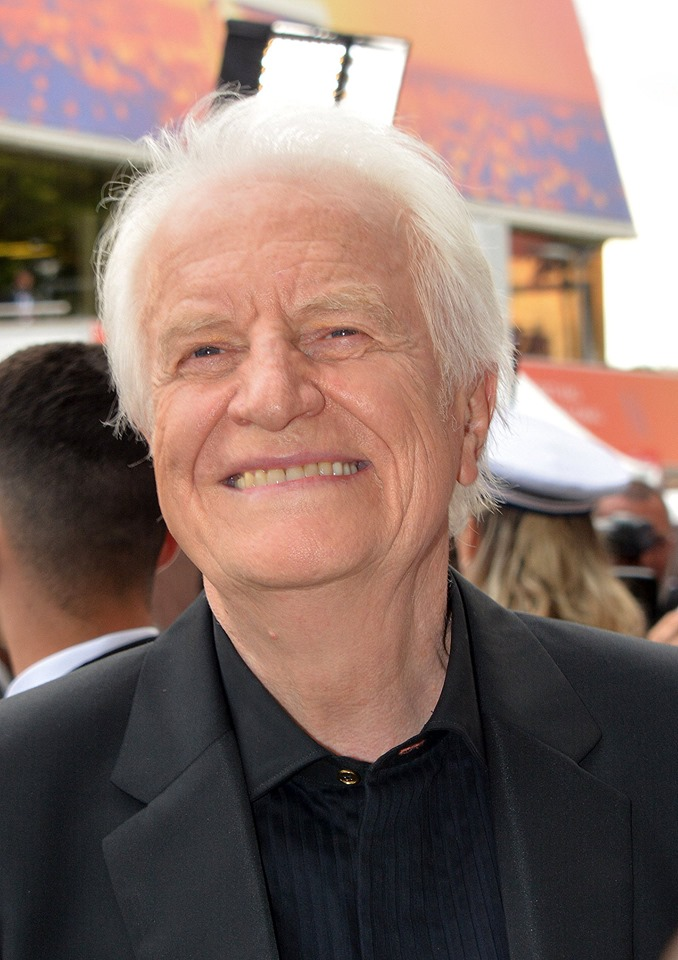
André Dussollier (* 1946)

- Dussopt, Olivier (* 1978), französischer Politiker, Mitglied der Nationalversammlung
- Dussourd, Auguste (* 1996), französischer Squashspieler
- Dussous, Eugène (1905–1989), französischer Autorennfahrer
- Dussuyer, Michel (* 1959), französischer Fußballtorhüter und -trainer

### Dust
- Dust, Gerhard (* 1952), deutscher Unternehmer
- Dust, Herwig (* 1947), deutscher Theaterschauspieler
- Dustdar, Farah (* 1948), luxemburgische Politikwissenschaftlerin und Autorin
- Düster, Sarah (* 1982), deutsche Radrennfahrerin
- Duster, Troy (* 1936), US-amerikanischer Soziologe
- Düsterbehn, Heinrich (1868–1954), deutscher Geiger und oldenburgischer Hofkonzertmeister
- Düsterberg, Karl (1917–2014), deutscher Kampfpilot und Unternehmer
- Düsterberg, Rolf (* 1956), deutscher Germanist und Literaturhistoriker
- Düsterbrock, M. (1865–1947), deutsche Dramatikerin und Heimatdichterin
- Düsterdieck, Friedrich (1822–1906), deutscher protestantischer Theologe
- Düsterdieck, Peter (1937–2013), deutscher Bibliothekar
- Düsterhöft, Lars (* 1981), deutscher Politiker (SPD), MdA
- Düsterhöft, Liane (* 1936), deutsche Schauspielerin
- Düsterlho, Gerhard von (1910–1973), deutscher Ruderer
- Düsterloh, August (1899–1977), deutscher Politiker (NSDAP) und Amtsbürgermeister in Hattingen
- Düsterwald, Franz (1842–1920), römisch-katholischer Geistlicher und Buchautor
- Dustin, Wayne (* 1965), kanadischer Skilangläufer
- Duštinac, Enes (* 1992), serbischer Volleyballspieler
- Dustmann, Friedrich Wilhelm (1901–1997), deutscher Tontechniker
- Dustmann, Hanns (1902–1979), deutscher Architekt
- Dustmann-Meyer, Louise (1831–1899), deutsche Opernsängerin (Sopran) und Gesangspädagogin
- Duston, Hannah (1657–1736), Siedlerin in Neuengland und Entführungsopfer
- Dusty, Slim (1927–2003), australischer Country-Sänger und -SongwriterSlim Dusty (1927–2003)

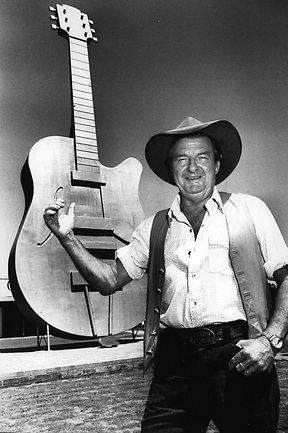
Slim Dusty (1927–2003)

### Dusu
- Düsum Khyenpa (1110–1193), Lama und Begründer des tibetisch-buddhistischen Ordens Karma-Kagyüpa

### Dusy
- Dusy, Tanja (* 1964), deutsche Kochbuchautorin

### Dusz
- Duszeńko, Franciszek (1925–2008), polnischer Bildhauer
- Duszyński, Kajetan (* 1995), polnischer Sprinter
- Duszyński, Tomasz (* 1976), polnischer Schriftsteller, Journalist und Drehbuchschreiber